# Bom Bom
Bom Bom foi uma banda de pop rock de São Paulo da década de 1980, liderada pelo baterista Sandro (filho do também baterista Netinho), com Marcelo (guitarra e voz), Dino (guitarra e voz) e Paulo (baixo e voz). A canção de sucesso da banda foi "Vamos a la playa", versão em português da música de mesmo nome do grupo italiano Righeira, e que vendeu 60 mil cópias.
A banda infanto-juvenil gravou apenas um compacto com as músicas "Vamos a la plaia" e "Belo plug-ug". Em 1984 lançou o LP "Bom Bom", pela gravadora Epic.

## Discografia

### Álbuns de estúdio
| Título  | Detalhes do álbum                                       |
| ------- | ------------------------------------------------------- |
| Bom Bom | - Lançamento: 1984 - Gravadora: Epic - Formatos: LP, K7 |

### Singles
| Título              | Ano  | Álbum   |
| ------------------- | ---- | ------- |
| "Vamos a la playa"  | 1983 | Bom Bom |
| "Parque dos Sonhos" | 1984 | Bom Bom |